# Isidoro Salcedo y Echevarría
Isidoro Salcedo y Echevarría fue un pintor, litógrafo y dibujante español del siglo XIX.

## Biografía

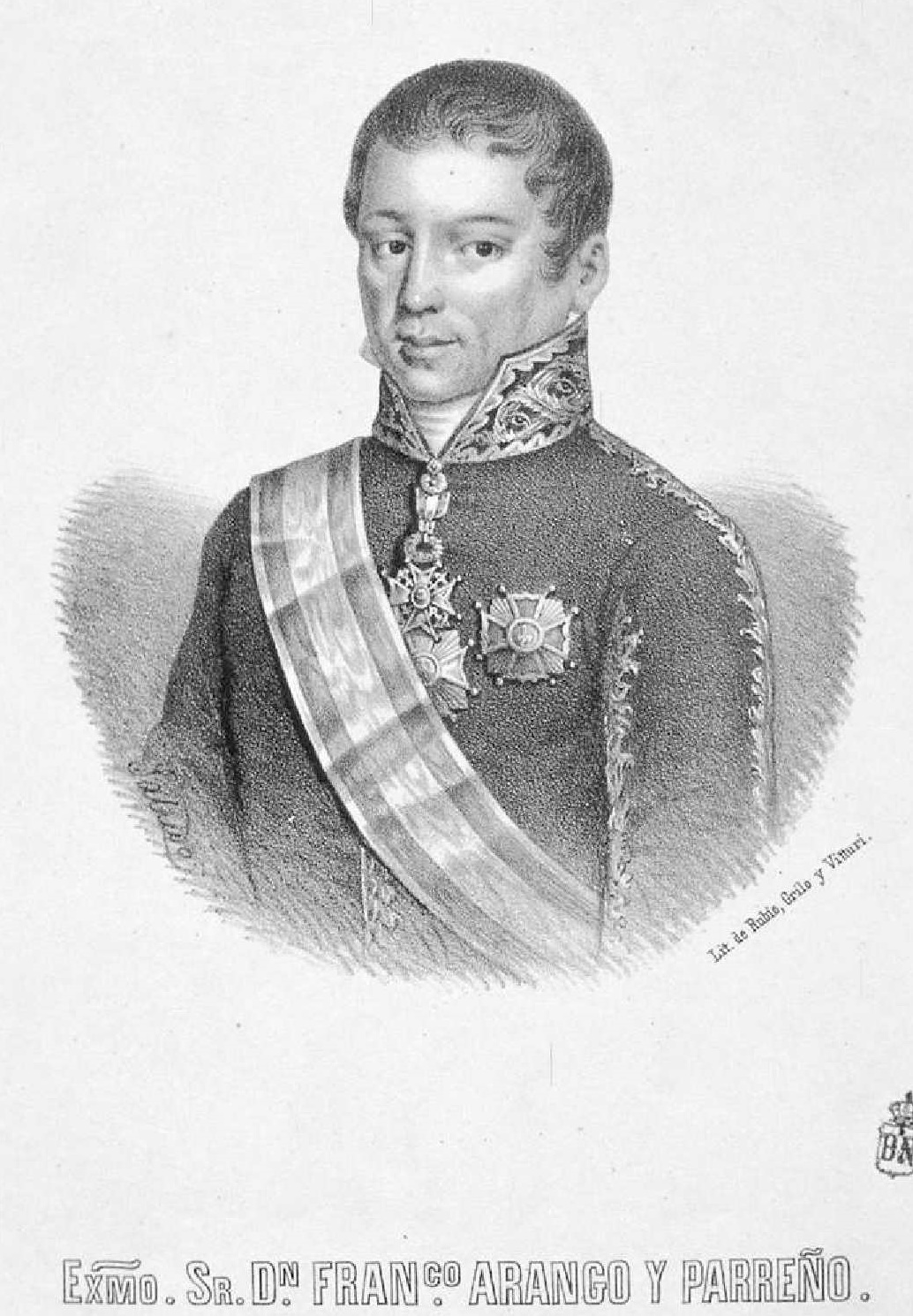
Retrato de Francisco Arango y Parreño por Isidoro Salcedo

Discípulo de la Escuela Superior de Pintura, dependiente de la Academia de Nobles Artes de San Fernando, entre sus trabajos al óleo se contaron los que ejecutó en la Sociedad Protectora de Bellas Artes, fundada por Antonio María Esquivel. También fue autor de algunas láminas litográficas de la Historia de Madrid escrita por José Amador de los Ríos. Varios dibujos suyos de la provincia de Guadalajara aparecieron publicados en la revista La Ilustración Española y Americana.